# Заречный (микрорайон Перми)
Заречный — микрорайон в составе Дзержинского района Перми.

## География
Микрорайон расположен в правобережной части города, ограничен с юга железной дорогой, с севера, востока и запада лесными массивами, с юго-востока улицей Белоевской.

## История
Микрорайон имеет устойчивое местное название (Железнодорожный), но в Дзержинском районе уже имеется микрорайон Железнодорожный рядом со станцией Пермь-2, поэтому в официальных документах микрорайон фигурирует под названием Заречный. Для жителей микрорайона название Железнодорожный является основным, связанным с названием первоначального поселка, появившегося здесь в конце 1950-х годов. 
Поселок Железнодорожный начал развиваться после 1957 года, когда в Пермском отделении Свердловской железной дороги создали кооператив «Заречный», для которого выделили участки для индивидуальной застройки. В 1964 году в поселке появились многоквартирные дома. Основное строительство в поселке началось в середине 1960-х годов около пассажирской платформы «Железнодорожная». В последние годы новые жилые дома появились в северной, верхней части микрорайона (жилой комплекс «Боровики»).

## Улицы
Параллельно железной дороге последовательно проходят улицы Кочегаров, Ветлужская и Красноводская. Перпендикулярно железной дороге расположены улицы Бажова, Хабаровская,  Заречная и Белоевская (с запада на восток). В северной части микрорайона, расположенной на возвышенности, проходят улицы Вагонная, Коллективная, Надеждинская, Софьи Ковалевской и Марии Загуменных.

## Инфраструктура
Станция Пермь-Сортировочная.

## Образование
Средняя школа №55 им. Г.Ф. Сивкова, лицей №1, профессионально-педагогический колледж. 

## Транспорт
Автобусные маршруты №6, 12, 15, 60, 10Т. Остановочная платформа «Железнодорожный» Свердловской железной дороги. 

## Достопримечательности
Церковь святых Петра и Февронии. Бюст герою Советского Союза генерал-лейтенанту Василию Алексееву.